# Rainaldo di Collemezzo
Rainaldo di Collemezzo (ur. 1109, zm. 28 października 1166) – włoski benedyktyn i kardynał.

## Życiorys
Pochodził z Collemezzo z rodziny hrabiów Marsi. W wieku 15 lat wstąpił do zakonu benedyktynów w opactwie na Monte Cassino. Wkrótce potem przyjął święcenia kapłańskie. 13 listopada 1137 został wybrany czterdziestym siódmym opatem Monte Cassino i sprawował ten urząd aż do śmierci. Na początku jego rządów opactwo, które uprzednio popierało antypapieża Anakleta II (1130-38), powróciło do obediencji papieża Innocentego II; w rewanżu Innocenty II mianował go kardynałem prezbiterem Ss. Marcellino e Pietro. W trakcie wojny Innocentego II z królem Sycylii Rogerem II poparł tego pierwszego, wskutek czego wojska Rogera splądrowały opactwo Monte Cassino. Po podwójnej papieskiej elekcji w 1159 poparł papieża Aleksandra III. Zmarł w opactwie Monte Cassino i tam został pochowany.